# 連邦倒産法第7章
連邦倒産法第7章（れんぽうとうさんほうだい7しょう、Chapter 7, Title 11 of the U.S. Code）は、アメリカ合衆国連邦倒産法（Title 11 of the U.S. Code - Bankruptcy）の第7章（Liquidation）のことを指し、ひいては同章に基づき行われる倒産処理手続をさしていう。略して単にChapter 7（チャプターセブン）と呼ばれることもある。
清算型倒産処理手続を内容とするものであり、日本でいう破産法に相当し、個人・法人の双方に適用される。

## 手続の開始
連邦倒産法第7章に基づく手続は、債権者または債務者の申立により開始される。倒産手続が開始すると、債権者による個別の債権取立行為は自動的に禁止される。手続開始とその効果に関する規定の多くは、連邦倒産法の各手続に共通している。

### 債権者集会
手続開始後合理的な期間内に債権者集会（meeting of creditors）が開かれ（341条(a)項）、債務者の審尋（343条）等が行われる。第7章手続においては、第11章手続と異なり、債権者委員会（creditors’ committee）を置くかどうかは任意である（705条）。

### 管財人の選任
第7章に基づく手続開始決定(order for relief)後速やかに、連邦管財官（U.S. trustee）が予めリストアップされている管財人候補者の中から仮管財人（interim trustee）を選任する（701条）。仮管財人は、第1回債権者集会で管財人（trustee）が選任されるまで管財人の職務を行う。ここで別の管財人が選任されなければ、仮管財人が管財人となる（702条）。
管財人は、倒産財団を代表する（323条）ほか、否認権の行使等を通じて倒産財団を維持充実させ（547条等）、これを現金化して各債権者に分配する（704条）という職務・責任がある。

### 債権証明の届出と確定
債権者としての権利を行使するには、原則として債権証明の届出（filing of proof of claim）をしなければならない（501条）。第7章手続においては、第一回債権者集会から90日以内に届出る必要がある。届出のあった債権は、一定の期間内に異議がない限り認容された(allowed)とみなされる。管財人その他の利害関係者（債務者や他の債権者等）から異議が出されたときには、裁判所がその債権の認否を決定する（502(b)条）。

## 他の手続への移行と申立の却下
債務者はいつでも第7章手続を第11章、第12章または第13章に基づく手続に移行（convert）させることができる。また、利害関係者の申立に基づく裁判所の命令により他の手続に移行することがあるが、第11章手続以外の手続への移行には債務者の同意が必要である（706条）。
個人債務者が自ら第7章手続の開始を申立てた場合において、裁判所は、手続を開始することが本手続の濫用になると判断した場合には、申立を却下するか、債務者の同意を得て第11章または第13章に基づく倒産手続に移行することができる（707条(a)項）。これは、後述のように、第7章に基づく倒産手続が終結すれば、ほとんどの個人債務者は残債務について免責を得ることができるので、これが濫用されないための規定である。
特に、債務者の月収が無担保債権の額との関係で一定以上のレベルにある場合には、濫用が推定される（707条(b)項）。これは、2005年の倒産制度濫用防止と消費者保護に関する法律 (The Bankruptcy Abuse Prevention and Consumer Protection Act)により導入されたもので、一定の収入のある個人債務者についてはほぼ強制的に第13章による債務の返済を選択させることを目的とした規定である。すなわち、この規定により申立を却下された債務者は現実的には第13章に基づく手続を選択せざるを得なくなるからである。

## 分配
第7章手続のひとつの大きな目的は、債権者に対する公平かつ秩序ある分配（distribution）である。連邦倒産法のもとでは、次のとおり、債権をいくつかのクラスに分け、その間に優先順位（priority）がつけられている。

### 担保債権
担保債権は担保物の価値の範囲内では全額弁済される。相殺の対象となる債権も、受働債権の価値の範囲内で全額返済される。これをこえる部分については無担保債権として取り扱われる（506条）。担保物の価値が被担保債権額をこえる場合には、超過額は下記の優先的請求権やその他の無担保債権の支払に充てられる。

### 優先的請求権
下記の無担保債権や倒産関係の費用は優先的請求権（priority claim）であり、倒産財団の財産から優先的に支払われる（507条、726条(a)項(1)号）。
1. 配偶者や子供等の養育費に関する債権。
2. 共益費用（administrative expenses）。共益費用の主なものには、倒産財団の充実にかかった費用、管財人等への報酬、債権者による倒産手続開始申立費用等がある（503条）。
3. 債権者による申立による場合に、申立時から手続開始決定または管財人の選任のいずれか早い時までに生じた、債務者の通常の取引から生じた債権。
4. 申立前180日以内に発生した給与・手数料等に基づく債権、ただし債権者一名につき$10,950を限度とする。
5. 申立前180日以内に発生した従業員厚生プランへの支払義務に基づく債権、ただし、従業員一名あたり上記４での支払とあわせて$10,950を限度とする。
6. 穀物生産者及び漁業従事者の一定の債権、ただし、債権者一名につき$5,400を限度とする。
7. 個人の債権者が家財等の購入に関して支払った前渡金の返還請求債権、ただし、債権者一名につき$2,425を限度とする。
8. 一定の租税債権。
9. 連邦預金保険公社等が金融機関である債務者に対して有する一定の債権。
10. 飲酒運転等により生じた死傷事故に基づく損害賠償請求債権。

優先的請求権は上記の順序で優先権があり、上位のクラスの請求権が全額支払われないときには、下位のクラスの請求権は切り捨てられる。

### その他の請求権
優先的請求権を全額支払ってもさらに財団に財産がある場合には、その他の無担保債権者に支払われる。この中にも次のとおり優先順位があり、これらを全額支払ってさらに残余財産があればそれは債務者に支払われる（726条(a)項(2)号から(6)号）。
1. 適時に届けられた無担保債権。
2. 時宜を逸して届けられた無担保債権。
3. 懲罰的損害賠償や罰金等に基づく債権。
4. 金利。

## 免責
債務者が企業の場合は、通常第7章手続の終了とともに解散するが、個人債務者は当然第7章手続の終了後も生活を続けてゆかなければならない。第7条手続に基づき除外財産（exempt property）以外の全財産を債務の弁済に充てた個人債務者が、手続終了後人生の再スタートを切ることを目的とする制度が免責（discharge）である。
個人債務者に、財産の隠匿、虚偽情報の提供や情報開示の拒絶等といった一定の事由がない場合には、裁判所は、倒産手続申立のときに存在した債務で第7条手続により支払いきれなかった債務について免責を認める。（524条、727条）ただし、税金・罰金等政府に対して負っている一定の債務、詐欺的行為によって負った債務、配偶者や子供に対する扶養義務から生じた債務等、一定の債務については免責されない。（523条、727条(b)項）